# Stenotortor inocarpi
Stenotortor inocarpi är en insektsart som beskrevs av Baker 1923. Stenotortor inocarpi ingår i släktet Stenotortor och familjen dvärgstritar. Inga underarter finns listade i Catalogue of Life.